# Mai Thiên Vân
Mai Thị Hậu (sinh ngày 12 tháng 12 năm 1982 tại Bến Tre) nghệ danh Mai Thiên Vân là ca sĩ thuộc Trung tâm Thúy Nga và đã hát dòng nhạc trữ tình.

## Cuộc đời và sự nghiệp
Mai Thị Hậu sinh ngày 12 tháng 12 năm 1982 trong gia đình Công giáo tại tỉnh Bến Tre (Việt Nam). Hậu đã sinh hoạt ca đoàn ở nhà thờ, các nữ tu Công giáo dạy Hậu hát thánh ca. Ngoài việc hát lễ cho các thánh lễ trong nhà thờ, Hậu đi hát cho lễ hôn phối và đám cưới để kiếm thêm tiền. Hậu tham dự những cuộc thi ca hát, tiền thưởng nhận được Hậu đều để dành tiền đóng tiền học và mua sách vở.
Sau khi tốt nghiệp cấp 3, Hậu theo học chuyên ngành âm nhạc tại Trường Cao đẳng Sư phạm Mẫu giáo Trung ương 3 tại TPHCM. Hậu đoạt giải cao nhất trong cuộc thi Tiếng hát dân ca do quận 10 tổ chức và Câu lạc bộ chuyên về dân ca Chim Quyên “kết nạp” Hậu làm thành viên. Từ quận 10, Hậu sang quận 1 thi và đoạt giải A Tiếng hát dân ca quận 1.
Hậu ghi danh cuộc thi Tiếng hát Truyền hình HTV và đoạt giải tư lần đầu tham dự vào năm 2002. Tại cuộc thi này Hậu trình bày 2 ca khúc mang âm hưởng dân ca Khúc hát người đi khai hoang (Lư Nhất Vũ - Lê Giang) và Đau xót Lý chim quyên (Vũ Đức Sao Biển). Ngoài việc dạy học thêm, Hậu còn kiếm thêm tiền bằng cách hát những sáng tác mới của các nhạc sĩ. Từ đó, Hậu trở thành gương mặt của những phòng thu như Saigon Audio, Hãng phim Trẻ, Phương Nam Phim. Thu nhập từ nghề ca sĩ gấp cả chục lần lương giáo viên nên đời sống của Hậu "trở nên khá hơn và có thể giúp đỡ được gia đình". Lúc còn hoạt động nghệ thuật ở Việt Nam, Hậu lấy nghệ danh là Mai Hậu.
Sau khi định cư tại Hoa Kỳ, người bạn đã giới thiệu Hậu với Trung tâm Thúy Nga và Tô Văn Lai mời Hậu hát thử cho trung tâm. Bài đầu tiên Hậu hát trước khán giả hải ngoại là Nước non ngàn dặm ra đi, trung Tâm Thúy Nga chính thức mời Hậu cộng tác nên Hậu đổi nghệ danh thành Mai Thiên Vân. Trên sân khấu các chương trình ca nhạc của Trung tâm Thúy Nga, Vân xuất hiện với bạn diễn là ca sĩ Quang Lê. Có tin đồn trong giới văn nghệ rằng họ đang yêu nhau và họ nói rằng "chỉ là bạn".
Vân kết hôn vào ngày 18 tháng 8 năm 2016 với người là nhân viên của Trung tâm Thúy Nga.
Ngày 26 tháng 2 năm 2017, trung tâm Thúy Nga tổ chức liveshow Nhật Ký Đời Tôi để kỷ niệm 10 năm của Vân trên sân khấu Thúy Nga tại Saigon Performing Art Center. Liveshow có trong 2 xuất trình diễn. Trong chương trình Vân có những chia sẻ về hành trình 10 năm của mình và những kỷ niệm đã trải qua trong cuộc sống.

## Album

### CD solo
- Hương lòng dâng mẹ - TNCD 409 (2007)
- Thương hoài ngàn năm - TNCD 421 (2008)
- Nếu anh đừng hẹn - TNCD 435 (2009)
- Cung chúc trinh vương - TNCD 452 (2009)
- Hát để tặng anh - TNCD 465 (2010)
- Thánh tâm chúa - TNCD 494 (2011)
- Bao giờ em lấy chồng - TNCD 503 (2012)
- Ave Maria trăng từ bi - TNCD 560 (2015)

### CD song ca
- Đôi Mắt Người Xưa với Quang Lê - TNCD 461 (2010)
- Phải Lòng Con Gái Bến Tre với Quang Lê - TNCD 487 (2011)
- Chung Vầng Trăng Đợi với Hạ Vy, Duy Trường - TNCD 509 (2012)
- Nhật Ký Đời Tôi với Trường Vũ - TNCD 526 (2013)
- Kẻ Đến Sau với Tuấn Quỳnh - TNCD 546 (2014)
- Mãi Tìm Nhau (Song ca đặc biệt) - TNCD 564 (2016)

### CD tổng hợp
1. Chân Dung Người Phụ Nữ Việt Nam Vol. 2 - TNCD 414 (1 bài)
2. Huế - TNCD 423 (2 bài)
3. Gõ Cửa Trái Tim - TNCD 426 (5 bài)
4. Áo Em Chưa Mặc Một Lần & Vòng Nhẫn Cưới - TNCD 440 (2 bài)
5. Top hits 36 - Ngày Cưới - TNCD 441 (1 bài)
6. Chiều Mưa Biên Giới - TNCD 455 (3 bài)
7. Cánh Thiệp Đầu Xuân - TNCD 459 (2 bài)
8. Quê Hương Tuổi Thơ Tôi - TNCD 467 (2 bài)
9. Tình Đẹp Hậu Giang - TNCD 468 (1 bài)
10. Bài Ca Tết Cho Em - TNCD 485 (1 bài)
11. Đèn Khuya - TNCD 491 (2 bài)
12. Nếu Đời Không Có Anh - TNCD 498 (2 bài)
13. Phượng Buồn - TNCD 504 (3 bài)
14. Người Tình - TNCD 507 (3 bài)
15. Top hits 53 - Vẫn Yêu Một Người - TNCD 513 (1 bài)
16. Hai Đứa Giận Nhau - TNCD 517 (3 bài)
17. Trả Lại Anh - TNCD 522 (1 bài)
18. Bông Cỏ May - TNCD 529 (3 bài)
19. Gloria - TNCD GLORIA (1 bài)
20. Duyên quê - TNCD 533 (2 bài)
21. Mùa Xuân Hoa Đào - TNCD 536 (3 bài)
22. Chuyện Vườn Sầu Riêng - TNCD 542 (2 bài)
23. Top hits 63 - Mộng Sầu - TNCD 543 (1 bài)
24. Tình Yêu Giáng Sinh - TNCD 548 (1 bài)
25. Còn Mãi Mùa Đông - TNCD 552 (1 bài)
26. Mừng Tuổi Mẹ - TNCD 555 (1 bài)
27. Top hits 69 - Tôi là người Việt Nam - TNCD 557 (1 bài)
28. Nét Đẹp Á Đông - TNCD 561 (1 bài)
29. Nếu Biết Tình Yêu - TNCD 562 (2 bài)
30. Nếu Biết Tôi Lấy Chồng - TNCD 567 (2 bài)
31. Chuyến Tàu Hoàng Hôn - TNCD 574 (1 bài)
32. Cho Vừa Lòng Em - TNCD 575 (1 bài)
33. Lại Nhớ Người Yêu - TNCD 576 (1 bài)
34. Chuyện Tình Không Dĩ vãng - TNCD 579 (1 bài)
35. Mưa Đêm Ngoại Ô - TNCD 583 (1 bài)

### DVD
- The Best of Quang Lê & Mai Thiên Vân from Paris By Night: Nước Non Ngàn Dặm Ra Đi (2012)
- Cải lương: Bến Đợi (2014)
- DVD Karaoke Best Of Mai Thiên Vân From Paris By Night (2015)
- Liveshow Nhật Ký Đời Tôi (2017)

## Tiết mục trình diễn trên sân khấu

### Trung tâm Thuý Nga
| STT | Tiết Mục | Thể Hiện Với | Chương Trình       | Năm  |
| --- | --- | --- | ------------------ | ---- |
| 1   | Nước Non Ngàn Dặm Ra Đi (Phạm Duy) | Quang Lê | Paris By Night 90  | 2007 |
| 2   | Trích Đoạn Con Đường Cái Quan: Qua Miền Trung (Phạm Duy)                                                                                | Trần Thái Hòa, Dương Triệu Vũ, Trịnh Lam, Lưu Việt Hùng, Nguyễn Hoàng Nam | Paris By Night 91  | 2008 |
| 3   | Tiếng Sông Hương (Phạm Đình Chương) | solo | Paris By Night 91  | 2008 |
| 4   | Gõ Cửa Trái Tim (Vinh Sử) | Quang Lê | Paris By Night 92  | 2008 |
| 5   | LK Tuổi học trò (Minh Kỳ, Dạ Cầm), Trường Cũ Tình Xưa (Duy Khánh)                                                                       | Quỳnh Dung | Paris By Night 92  | 2008 |
| 6   | Thương Hoài Ngàn Năm (MTV) (Phạm Mạnh Cương)                                                                                            | solo | Paris By Night 93  | 2008 |
| 7   | LK Áo Em Chưa Mặc Một Lần (Hoài Linh), Vòng Nhẫn Cưới (Vinh Sử)                                                                         | Quang Lê | Paris By Night 94  | 2008 |
| 8   | Nếu Chỉ Còn Một Ngày Để Sống (Hoài An)                                                                                                  | Khánh Ly, Khánh Hà, Bằng Kiều, Thế Sơn, Don Hồ, Trần Thái Hoà, Minh Tuyết, Quang Lê, Hương Thủy, Hồ Lệ Thu, Trúc Lam, Trúc Linh, Tú Quyên, Dương Triệu Vũ, Quỳnh Vi, Ngọc Liên, Lương Tùng Quang, Lưu Việt Hùng, Nguyệt Anh, Hương Giang | Paris By Night 95  | 2009 |
| 9   | Nếu Anh Đừng Hẹn (Lê Dinh, Dạ Cầm) | solo | Paris By Night 95  | 2009 |
| 10  | Chiều Mưa Biên Giới (Nguyễn Văn Đông)                                                                                                   | solo | Paris By Night 96  | 2009 |
| 11  | Những đồi hoa sim (Dzũng Chinh,thơ Hữu Loan)                                                                                            | Hoàng Oanh | Paris By Night 96  | 2009 |
| 12  | Buồn Không Em (Lam Phương) | solo | Paris By Night 97  | 2009 |
| 13  | Cho Người Vào Cuộc Chiến (Phan Trần) | Quang Lê | Paris By Night 98  | 2009 |
| 14  | Tân cổ: Áo Mới Cà Mau (Tân Nhạc: Thanh Sơn, Vọng cổ: Viễn Châu)                                                                         | Phi Nhung | Paris By Night 98  | 2009 |
| 15  | Tình Ca (Phạm Duy) | Như Quỳnh, Ngọc Anh, Nguyệt Anh, Hương Thủy, Hương Giang, Quỳnh Vi, Hồ Lệ Thu, Thế Sơn, Trần Thái Hòa, Quang Lê, Trịnh Lam | Paris By Night 99  | 2010 |
| 16  | Quê Mẹ (Thu Hồ) | solo | Paris By Night 99  | 2010 |
| 17  | Chuyện Tình Buồn Trăm Năm (Song Ngọc)                                                                                                   | Quang Lê | Paris By Night 100 | 2010 |
| 18  | Kịch: Nếu Điều Đó Xảy Ra (Nguyễn Ngọc Ngạn)                                                                                             | Quang Lê, Minh Tuyết, Lương Tùng Quang, Hương Thủy, Như Loan | Paris By Night 100 | 2010 |
| 19  | Nghĩ Chuyện Ngày Xuân (Hàn Sinh) | solo | Paris By Night 101 | 2011 |
| 20  | Đèn Khuya (Lam Phương) | solo | Paris By Night 102 | 2011 |
| 22  | Nếu Đời Không Có Anh (Hoàng Trang) | solo | Paris By Night 103 | 2011 |
| 23  | Ngày Xưa Anh Nói (Thúc Đăng, Thanh Tuyền)                                                                                               | Quang Lê | Paris By Night 104 | 2011 |
| 24  | Người Tình (Phương Kim) | solo | Paris By Night 105 | 2012 |
| 25  | Hai Đứa Giận Nhau (Hoài Linh, Hà Vị Dương)                                                                                              | Trường Vũ | Paris By Night 106 | 2012 |
| 26  | LK Mùa Thu Trong Mưa (Trường Sa), Búp bê không tình yêu (Lời Việt: Vũ Xuan Hùng)                                                        | Như Quỳnh, Lam Anh, Quỳnh Vi, Diễm Sương, Thanh Hà, Hạ Vy, Hương Thủy, Minh Tuyết, Kỳ Phương Uyên, Hương Giang, Ngọc Anh, Tóc Tiên, Như Loan | Paris By Night 106 | 2012 |
| 27  | LK Vòng Tay Nào Cho Em (Ngọc Lan, Lê Hoàng Vũ), Vì Trong Nghịch Cảnh (Hoài Nam)                                                         | Trường Vũ | Paris By Night 107 | 2013 |
| 28  | Nhật Ký Đời Tôi (Thanh Sơn) | solo | Paris By Night 108 | 2013 |
| 29  | Tân Cổ: Hoa Mười Giờ (Đài Phương Trang, Ngọc Sơn)                                                                                       | Duy Trường | Paris By Night 108 | 2013 |
| 30  | Anh hãy Về Đi (Sang Đông, Ngân Trang)                                                                                                   | Trường Vũ | Paris By Night 109 | 2013 |
| 31  | LK Xin Đừng Trách Đa Đa (Võ Đông Điền), Mưa Trên Phố Huế (Minh Kỳ, Tôn Nữ Thụy Khương), Em Đi Chùa Hương (Trung Đức, Nguyễn Nhược Pháp) | Kỳ Phương Uyên, Hạ Vy, Ánh Minh, Hương Giang, Minh Tuyết, Diễm Sương, Lam Anh, Hương Thủy, Như Quỳnh, Bảo Hân, Hồ Lệ Thu, Châu Ngọc, Như Loan, Tóc Tiên, Thu Phương | Paris By Night 109 | 2013 |
| 32  | Hát Mãi Bài Tình Ca (Thái Thịnh) | Minh Tuyết, Như Loan, Tóc Tiên, Như Quỳnh, Don Hồ, Hạ Vy, Mạnh Quỳnh, Hương Thủy, Quang Lê, Ngọc Hạ, Trần Thái Hòa, Thế Sơn, Châu Ngọc, Hồ Lệ Thu, Kỳ Phương Uyên, Mai Tiến Dũng, Quỳnh Vi, Trịnh Lam, Lương Tùng Quang, Diễm Sương, Duy Trường, Khánh Lâm, Tommy Ngô, Lynda Trang Đài, Đình Bảo, Ánh Minh, Hương Giang, Anh Tú, Thiên Tôn, Ý Lan, Ngọc Anh, Thu Phương, Giang Tử, Hương Lan, Thái Châu, Quang Dũng, Nguyễn Hưng, Thanh Hà, Lưu Bích, Tuấn Ngọc, Khánh Hà, Dương Triệu Vũ, Lam Anh, Bằng Kiều, Họa Mi, Elvis Phương | Paris By Night 109 | 2013 |
| 33  | Mùa Xuân Hoa Đào (Hoàng Thi Thơ) | solo | Paris By Night 110 | 2014 |
| 34  | Tình Hoài Hương (Phạm Duy) | Thiên Tôn, Trần Thái Hòa, Đình Bảo, Hạ Vy, Tóc Tiên, Ngọc Anh, Như Quỳnh, Quỳnh Vi | Paris By Night 111 | 2014 |
| 35  | Chuyện Vườn Sầu Riêng (Vinh Sử) | Tuấn Quỳnh | Paris By Night 111 | 2014 |
| 36  | Chôn Vùi Tâm Sự (Giao Tiên) | Mạnh Quỳnh | Paris By Night 111 | 2014 |
| 37  | LK Nỗi Buồn Đêm Đông (Anh Minh), Chuyện Tình Người Đan Áo (Trường Sa)                                                                   | Quang Lê | Paris By Night 112 | 2014 |
| 38  | Giết người anh yêu (MTV) (Vinh Sử) | Tuấn Quỳnh | Paris By Night 112 | 2014 |
| 39  | Tân Cổ: Mừng Tuổi Mẹ (Tân nhạc: Trần Long Ẩn, Cổ nhạc: Hoàng Song Việt                                                                  | Duy Trường | Paris By Night 113 | 2015 |
| 40  | Cảm ơn (Ngân Khánh) | Tuấn Quỳnh | Paris By Night 113 | 2015 |
| 41  | Lời Cảm ơn (Ngô Thụy Miên) | Ánh Minh, Diễm Sương, Hạ Vy, Minh Tuyết, Kỳ Phương Uyên, Lam Anh, Hương Thủy, Ngọc Anh, Quỳnh Vi, Thanh Hà, Bảo Khánh, Don Hồ, Đình Bảo, Lương Tùng Quang, Mai Tiến Dũng, Ngọc Ngữ, Thiên Tôn, Justin Nguyễn | Paris By Night 114 | 2015 |
| 42  | LK Làng tôi (Chung Quân), Những Nẻo Đường Việt Nam (Thanh Bình)                                                                         | Quang Lê | Paris By Night 114 | 2015 |
| 43  | Mãi Tìm Nhau (Hoàng Hoa, Thảo Trang) | Quang Lê | Paris By Night 115 | 2015 |
| 44  | Em Đi Trên Cỏ Non (Bắc Sơn) | Hương Lan, Hạ Vy, Như Quỳnh, Tâm Đoan | Paris By Night 115 | 2015 |
| 45  | Nét Đẹp Á Đông (Dương Khắc Linh) | Ánh Minh, Như Quỳnh, Lam Anh, Diễm Sương, Minh Tuyết, Thanh Hà, Quỳnh Vi, Tâm Đoan, Hương Giang, Hạ Vy, Hương Thủy | Paris By Night 115 | 2015 |
| 46  | Mùa Xuân Xa Quê (Hà Sơn) | Hoài Lâm | Paris By Night 116 | 2015 |
| 47  | Loài Hoa Không Vỡ (Phạm Mạnh Cương) | solo | Paris By Night 117 | 2016 |
| 48  | Nếu Hai Đứa Mình (Lê Dinh, Anh Bằng) | solo | Paris By Night 119 | 2016 |
| 49  | LK Trăm Nhớ Ngàn Thương (Lam Phương), Tình Bơ Vơ (Lam Phương)                                                                           | Thái Châu | Paris By Night 119 | 2016 |
| 50  | Đưa Em Xuống Thuyền (Hoàng Thi Thơ) | Minh Tuyết, Phi Nhung, Tâm Đoan, Hương Thủy, Nguyễn Hồng Nhung, Hạ Vy, Hoàng Nhung, Châu Ngọc Hà | Paris By Night 119 | 2016 |
| 51  | Khói Lam Chiều (Lan Đài) | solo | Paris By Night 120 | 2016 |
| 52  | Xa Người Mình Yêu (Song Phượng) | Đan Nguyên | Paris By Night 121 | 2017 |
| 53  | Cô Giáo Trẻ (Cô Phượng) | solo | Paris By Night 122 | 2017 |
| 54  | Duyên Phận (Thai Thịnh) | Như Quỳnh, Hương Thủy, Phi Nhung, Hạ Vy, Quỳnh Vi, Lam Anh, Diễm Sương, Hà Thanh Xuân, Hoàng Nhung, Châu Ngọc Hà | Paris By Night 122 | 2017 |
| 55  | Gửi Về Anh (Đỗ Thu) | Thanh Tuyền | Paris By Night 123 | 2017 |
| 56  | Ai Cho Tôi Tình Yêu (Trúc Phương) | Hoàng Oanh, Như Quỳnh, Phi Nhung, Tâm Đoan | Paris By Night 123 | 2017 |
| 57  | Anh Cho Em Mùa Xuân (Nguyễn Hiền, thơ: Kim Tuấn)                                                                                        | Hạ Vy, Hương Thủy, Minh Tuyết, Hoàng Nhung, Châu Ngọc Hà, Hà Thanh Xuân, Diễm Sương | Paris By Night 124 | 2018 |
| 58  | Lời Hẹn Đầu Xuân (Đoàn Trung) | solo | Paris By Night 124 | 2018 |
| 59  | Bóng Nhỏ Giáo Đường (Phượng Linh) | solo | Paris By Night 125 | 2018 |
| 60  | Khúc Tình Ca Hàng Hàng Lớp Lớp (Nguyễn Văn Đông)                                                                                        | Hoàng Oanh, Thanh Tuyền, Giao Linh, Vũ Khanh, Anh Khoa, Ý Lan, Anh Dũng, Don Hồ, Ngọc Anh, Minh Tuyết, Nguyễn Hồng Nhung, Thiên Tôn, Đình Bảo, Hương Thủy, Lam Anh, Trần Thái Hòa, Hạ Vy, Khải Đăng, Hà Thanh Xuân, Châu Ngọc Hà | Paris By Night 125 | 2018 |
| 61  | Đường Tình Đôi Ngã (Ngân Giang) | Quang Lê | Paris By Night 126 | 2018 |
| 62  | Nếu Mộng Không Thành (Giao Tiên) | Trường Vũ | Paris By Night 128 | 2019 |
| 63  | Cánh Diều Mưa (Đan Nguyên) | Đan Nguyên | Paris By Night 128 | 2019 |
| 64  | Vào Hạ (Lê Hựu Hà) | Hương Thủy, Kỳ Phương Uyên, Hoàng Nhung, Hà Thanh Xuân, Tâm Đoan, Loan Châu, Như Ý, Hạ Vy, Lam Anh, Trúc Lam, Trúc Linh, Như Loan, Diễm Sương, Băng Tâm, Nguyễn Hồng Nhung, Phi Nhung, Quỳnh Vi, Ngọc Anh, Minh Tuyết | Paris By Night 128 | 2019 |
| 65  | Nhớ (Châu Kỳ, thơ Tô Như) | Hạ Vy | Paris By Night 129 | 2019 |
| 66  | Dấu Chân Kỷ Niệm (Thúc Đăng) | Thanh Tuyền, Như Quỳnh, Phi Nhung, Hạ Vy, Hương Thủy | Paris By Night 129 | 2019 |
| 67  | Nếu Em Đã Theo Anh Về (Tuấn Hải) | Quang Lê | Paris By Night 130 | 2020 |
| 68  | Bồng Bềnh Con Nước (Đức Trí) | Hạ Vy | Paris By Night 130 | 2020 |

### Chương trình thu hình khác
| STT | Tên bài hát                                                               | Thể hiện với                                                                       | Chương trình                    | Năm  |
| --- | ------------------------------------------------------------------------- | ---------------------------------------------------------------------------------- | ------------------------------- | ---- |
| 1   | Hàn Mặc Tử (Trần Thiện Thanh)                                             | solo                                                                               | Paris By Night Divas            | 2010 |
| 2   | Hai Vì sao Lạc (Anh Việt Thu)                                             | solo                                                                               | Paris By Night 100 VIP Party    | 2010 |
| 3   | Chiều Ni Ngoài Nớ (Hoàng Xuân Giang)                                      | solo                                                                               | A Dancing Dream - Season 1      | 2011 |
| 4   | LK Người Ngoài Phố (Anh Việt Thu), Phố Đêm (Tâm Anh)                      | Hương Lan                                                                          | Paris By Night 104 VIP Party    | 2012 |
| 5   | Nỗi Buồn Hoa Phượng (Thanh Sơn)                                           | solo                                                                               | VSTAR Season 1 - Bán Kết        | 2013 |
| 6   | LK Chuyện Buồn Tình Yêu (Mặc Thế Nhân), Ai cho tôi tình yêu (Trúc Phương) | Duy Trường, Hạ Vy                                                                  | Paris By Night 106 VIP Party    | 2013 |
| 7   | Nỗi Buồn Gác Trọ (Mạnh Phát, Hoài Linh)                                   | solo                                                                               | Paris By Night 109 VIP Party    | 2013 |
| 8   | Hai mùa Noel (Đài Phương Trang)                                           | solo                                                                               | Paris By Night Gloria           | 2013 |
| 9   | Em Đi Trên Cỏ Non (Bắc Sơn)                                               | solo                                                                               | VSTAR Season 2 - Đêm Trao Giải  | 2014 |
| 10  | Tình Yêu Trả Lại Trăng Sao (Lê Dinh)                                      | solo                                                                               | VSTAR Season 2 - Reunion        | 2014 |
| 11  | Sầu Tím Thiệp Hồng (Minh Kỳ, Hoài Linh)                                   | Tuấn Quỳnh                                                                         | VSTAR Season 2 - Reunion        | 2014 |
| 12  | Chuyện Một Đêm Đông (Lm Duy Thiên)                                        | solo                                                                               | Paris By Night Gloria 2         | 2014 |
| 13  | Lối Về Đất Mẹ (Duy Khánh)                                                 | Justin Đỗ                                                                          | VSTAR Kids Season 1 - Chung Kết | 2015 |
| 14  | Mùa Xuân Của Mẹ (Trịnh Lâm Ngân)                                          | solo                                                                               | Hội Ngộ Táo Quân                | 2016 |
| 15  | Trường Cũ Tình Xưa (Duy Khánh)                                            | Lena Phương Vy, Jenny Đan Anh, Victoria Thúy Vy                                    | Hội Ngộ Táo Quân                | 2016 |
| 16  | Em Đi Trên Cỏ Non (Bắc Sơn)                                               | Hương Lan                                                                          | Divas Live Concert              | 2017 |
| 17  | Sương Lạnh Chiều Đông (Mạnh Phát)                                         | solo                                                                               | Divas Live Concert              | 2017 |
| 18  | Ngày Đá Đơm Bông (Nhật Ngân, Loan Thảo)                                   | Hương Thủy                                                                         | Divas Live Concert              | 2017 |
| 19  | Mùa Hoa Về Rồi (Trầm Hương)                                               | solo                                                                               | Paris By Night Gloria 3         | 2017 |
| 20  | Ai Lên Xứ Hoa Đào (Hoàng Nguyên)                                          | solo                                                                               | Gió Mùa Xuân Tới                | 2018 |
| 21  | Phải Lòng Con Gái Bến Tre (Phan Ni Tấn, Luân Hoán)                        | Phi Nhung                                                                          | Gió Mùa Xuân Tới                | 2018 |
| 22  | Chồng Xa (Võ Thiện Thanh)                                                 | Trịnh Hà Kim Ngân                                                                  | VSTAR Kids Season 2 - Chung Kết | 2018 |
| 23  | Giọng Ca Dĩ Vãng (Bảo Thu)                                                | Tuấn Phước                                                                         | Paris By Night 128 VIP Party    | 2018 |
| 24  | LK Trả Lại Thời Gian & Hoa Tím Người Xưa (Thanh Sơn)                      | Thanh Tuyền, Phương Hồng Quế, Sơn Tuyền, Ngọc Huyền, Như Quỳnh                     | Liveshow Thanh Tuyền            | 2020 |
| 25  | Tình Một Ngày, Tình Cũng Trăm Năm (Thanh Tuyền)                           | Solo                                                                               | Liveshow Thanh Tuyền            | 2020 |
| 26  | LK Chiều Mưa Biên Giới & Hải Ngoại Thương Ca (Nguyễn Văn Đông)            | Thanh Tuyền, Chế Linh, Anh Khoa, Phương Hồng Quế, Sơn Tuyền, Ngọc Huyền, Như Quỳnh | Liveshow Thanh Tuyền            | 2020 |

### Thúy Nga Music Box
| STT | Tên bài hát                                   | Thể hiện với        | Chương trình          | Năm  |
| --- | --------------------------------------------- | ------------------- | --------------------- | ---- |
| 1   | Đừng Nhắc Chuyện Lòng (Đài Phương Trang)      | solo                | Thúy Nga Music Box #2 | 2020 |
| 2   | Một Phút Suy Tư (Vân Tùng)                    | solo                | Thúy Nga Music Box #2 | 2020 |
| 3   | Chuyến Tàu Hoàng Hôn (Minh Kỳ & Hoài Linh)    | solo                | Thúy Nga Music Box #2 | 2020 |
| 4   | Những Đóm Mắt Hỏa Châu (Hàn Châu)             | solo                | Thúy Nga Music Box #2 | 2020 |
| 5   | Chờ Đông (Ngân Giang)                         | solo                | Thúy Nga Music Box #2 | 2020 |
| 6   | Đàn Và Dây (Vũ Đức Sao Biển)                  | solo                | Thúy Nga Music Box #2 | 2020 |
| 7   | Kẻ Yêu Thầm (Mỹ Huyền)                        | solo                | Thúy Nga Music Box #2 | 2020 |
| 8   | Xin Đừng Trách Đa Đa (Võ Đông Điền)           | solo                | Thúy Nga Music Box #2 | 2020 |
| 9   | Đoạn Tuyệt (Thái Thịnh)                       | solo                | Thúy Nga Music Box #2 | 2020 |
| 10  | Ơn Nghĩa Sinh Thành (Dương Thiệu Tước)        | Mạnh Quỳnh          | Thúy Nga Music Box #5 | 2020 |
| 11  | Công Cha Nghĩa Nặng (Tiến Luân)               | solo                | Thúy Nga Music Box #5 | 2020 |
| 12  | Thương Quá Cha Tôi (Vinh Sử)                  | solo                | Thúy Nga Music Box #5 | 2020 |
| 13  | Con Đường Xưa Em Đi (Châu Kỳ, Hồ Đình Phương) | Mạnh Quỳnh, Tuấn Vũ | Thúy Nga Music Box #5 | 2020 |

### Mai Thiên Vân Youtube Channel
| STT | Tên bài hát                                                  | Thể hiện với | Năm  | Link                                        |
| --- | ------------------------------------------------------------ | ------------ | ---- | ------------------------------------------- |
| 1   | Ánh Mắt Mẹ Nhân Từ (Đinh Công Huỳnh) (Thánh Ca)              | Solo         | 2020 | https://www.youtube.com/watch?v=nipJzC9o5RY |
| 2   | Lời Em Muốn Nói (Nhạc ngoại - Lời Việt: Mai Thiên Vân)       | Solo         | 2020 | https://www.youtube.com/watch?v=D3MfvcTNais |
| 3   | Thư Tình Em Gái (Quý Phi)                                    | Solo         | 2020 | https://www.youtube.com/watch?v=R8uz91cQaZE |
| 4   | Thương Lắm Miền Trung Ơi (Sr Hiền Hòa)                       | Solo         | 2020 | https://www.youtube.com/watch?v=V8AYNCs0Twk |
| 5   | Điều Con Khấn Nguyện (Ý Vũ & Thu Hạnh) (Thánh Ca)            | Solo         | 2020 | https://www.youtube.com/watch?v=u83WFuUf1NM |
| 6   | Ba Năm Về Trước (Hoài Nam & Thanh Hoàng)                     | Solo         | 2020 | https://www.youtube.com/watch?v=9JjvVaSb9CY |
| 7   | Người Em Xóm Đạo (Bằng Giang)                                | Ngọc Linh    | 2020 | https://www.youtube.com/watch?v=hiSgy-28IUQ |
| 8   | Nửa Đêm Khấn Hứa (Tuấn Hải)                                  | Solo         | 2020 | https://www.youtube.com/watch?v=9Ia-MY81eoo |
| 9   | Chúa Là Cùng Đích Đời Con (Sr Hiền Hòa) (Thánh Ca)           | Solo         | 2020 | https://www.youtube.com/watch?v=wohAcMw3oiU |
| 10  | Lạy Mẹ La Vang (Lm. Ân Đức) (Thánh Ca)                       | Solo         | 2021 | https://www.youtube.com/watch?v=dFhd0nPqmWo |
| 11  | Nguyện Cầu Trong Đêm (Nguyên Thảo)                           | Solo         | 2021 | https://www.youtube.com/watch?v=vyBmrDWNJxw |
| 12  | Khóc Thầm (Lam Phương)                                       | Solo         | 2021 | https://www.youtube.com/watch?v=meZ4VHP5gWk |
| 13  | Chuyện Tình Hoa Lộc Vừng (Chuyện Tình Loài Hoa Máu) (Sơn Hạ) | Đan Nguyên   | 2021 | https://www.youtube.com/watch?v=fsrVAWH5j0I |
| 14  | Hái Lộc Đầu Năm (Ngọc Sơn & Triết Giang)                     | Solo         | 2021 | https://www.youtube.com/watch?v=9UJubaHUXZI |
| 15  | Xuân Đến Con Về (Mai Thiên Vân)                              | Ngọc Linh    | 2021 | https://www.youtube.com/watch?v=p1QXgeRcd_4 |
| 16  | Hạnh Phúc Đầu Xuân (Lê Dinh & Minh Kỳ)                       | Solo         | 2021 | https://www.youtube.com/watch?v=93j78U2IN1I |
| 17  | Kỷ Niệm Đầu Xuân (Hà Phương)                                 | Solo         | 2021 | https://www.youtube.com/watch?v=Ta98H___4Hs |
| 18  | Chiều Bên Đồi Sim (Đài Phương Trang)                         | Ngọc Linh    | 2021 | https://www.youtube.com/watch?v=7vqAbfwCflU |
| 19  | Thân Phận Bụi Đất (Sr Hiền Hòa) (Thánh Ca)                   | Solo         | 2021 | https://www.youtube.com/watch?v=jA01_qF3szE |
| 20  | Mưa Đêm Tỉnh Nhỏ - Lời sau 1975 (Hà Phương)                  | Solo         | 2021 | https://www.youtube.com/watch?v=Ir6-zeS3wFM |
| 21  | Tri Ân Thánh Giuse (Lm. Thiên Ảnh)(Thánh Ca)                 | Solo         | 2021 | https://www.youtube.com/watch?v=dEOJxguy9q4 |
| 22  | Thần Kinh Thương Nhớ (Thế Minh)                              | Solo         | 2021 | https://www.youtube.com/watch?v=PZ1V6iEE7Rw |
| 23  | Bước Chân Chúa (Đinh Công Huỳnh) (Thánh Ca)                  | Solo         | 2021 | https://www.youtube.com/watch?v=6Zb8BMxZu8g |
| 24  | Đêm Tiền Đồn (Lam Phương)                                    | Solo         | 2021 | https://www.youtube.com/watch?v=daIqCtKR8BM |

### Jimmy TV
| STT | Tiết mục                                         | Thể hiện với | Chương trình        | Năm  |
| --- | ------------------------------------------------ | ------------ | ------------------- | ---- |
| 1   | Hái Lộc Đầu Năm (Ngọc Sơn, Triết Giang)          | solo         | Xuân Tin Yêu        | 2021 |
| 2   | Mẹ Tôi (Nhị Hà)                                  | solo         | Mẹ Vẫn Bên Ta       | 2021 |
| 3   | Mùa Đông Về Chưa Em (Nguyễn Vũ)                  | Tuấn Vũ      | Mùa Đông Về Chưa Em | 2021 |
| 4   | Lá Thư Trần Thế (Hoài Linh)                      | solo         | Mùa Đông Về Chưa Em | 2021 |
| 5   | Người Tình Mùa Đông (LV: Anh Bằng)               | solo         | Mùa Đông Về Chưa Em | 2021 |
| 6   | Tà Áo Đêm Noel (Tuấn Lê)                         | solo         | Mùa Đông Về Chưa Em | 2021 |
| 7   | Mùa Sao Sáng (Nguyễn Văn Đông)                   | solo         | Mùa Đông Về Chưa Em | 2021 |
| 8   | Hai Mùa Noel (Nguyễn Vũ)                         | Nguyên Khang | Mùa Đông Về Chưa Em | 2021 |
| 9   | Ngày Xuân Thăm Nhau (Trang Dũng Phương, Hoài An) | Tuấn Vũ      | Ước Nguyện Đầu Xuân | 2022 |

### SBTN
| STT | Tiết mục                                      | Thể hiện với   | Chương trình               | Năm  |
| --- | --------------------------------------------- | -------------- | -------------------------- | ---- |
| 1   | Gõ Cửa (Anh Bằng)                             | solo           | Một Chút Quà Cho Quê Hương | 2021 |
| 2   | Con Đường Xưa Em Đi (Châu Kỳ, Hồ Đình Phương) | Tuấn Vũ        | Một Chút Quà Cho Quê Hương | 2021 |
| 3   | What Child Is This? (William Chatterton Dix)  | Ca đoàn Gloria | Đêm Thánh Vô Cùng          | 2021 |